# Треспёш, Хлоя
Хлоя Элла Треспёш  (фр. Chloé Ella Trespeuch, род. 13 апреля 1994 года, Бур-Сен-Морис, Франция) — французская сноубордистка, выступающая в дисциплине сноуборд-кросс, двукратный призёр Олимпийских игр (2014, 2022), чемпионка мира 2017 года в командном сноуборд-кроссе.
- Серебряный призёр Олимпийских игр (2022);
- Бронзовый призёр Олимпийских игр (2014);
- Двукратный серебряный призёр среди юниоров в сноуборд-кроссе;
- Многократный призёр и победительница этапов Кубка Европы.

## Олимпийские игры
| Олимпийские игры | Сноуборд-кросс | Командный сноуборд-кросс |
| ---------------- | -------------- | ------------------------ |
| 2014 Coчи        | 3              | н/д                      |
| 2018 Пхёнчхан    | 5              | н/д                      |
| 2022 Пекин       | 2              | 13                       |